# Morris Emmerson
Morris Emmerson (sinh ngày 23 tháng 10 năm 1942) là một cựu cầu thủ bóng đá người Anh thi đấu ở vị trí thủ môn.

## Sự nghiệp
Sinh ra ở Sunniside, Emmerson có 17 lần ra sân ở Football League cho Middlesbrough và Peterborough United từ năm 1962 đến năm 1964. Emmerson giải nghệ lúc chỉ mới 22 tuổi, vì ông cho rằng đây không phải là sự nghiệp ổn định cho gia đình, thay vào đó ông bắt đầu làm việc trong ngành công nghệ thông tin.